# Justicia aequalis
Justicia aequalis är en akantusväxtart som beskrevs av Raymond Benoist. Justicia aequalis ingår i släktet Justicia och familjen akantusväxter. Inga underarter finns listade i Catalogue of Life.